# Svetinja (Chorwacja)
Svetinja – wieś w Chorwacji, w żupanii pożedzko-slawońskiej, w gminie Jakšić. W 2011 roku liczyła 67 mieszkańców.